# 卡桑納山

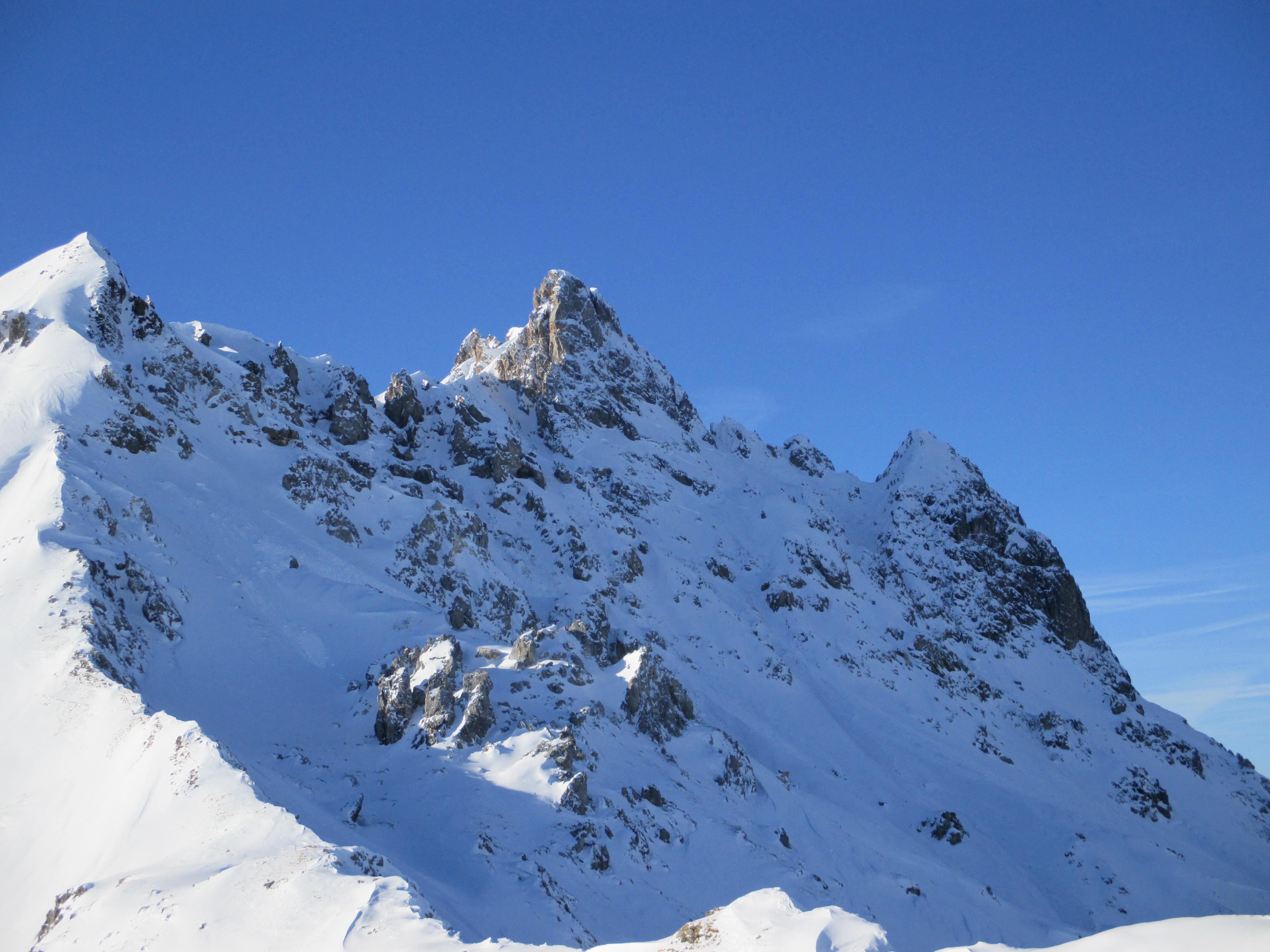

卡桑納山（Casanna），是瑞士的山峰，位於該國東南部，由格勞賓登州負責管轄，屬於普萊蘇爾阿爾卑斯山脈的一部分，海拔高度2,557米，每年平均降雨量1,729毫米。